# NGC 3090
NGC 3090 (również PGC 28945) – galaktyka eliptyczna (E), znajdująca się w gwiazdozbiorze Sekstantu. Odkrył ją Albert Marth 22 stycznia 1865 roku.